# 재일 동포 목록
다음은 재일 한국인(在日韓國人)의 목록이다.
- 한국계 일본인은 한국계 일본인의 목록에 있다.

## 색인일람

### ㄱ
- 강병수(姜秉秀) 전 일본프로야구 선수, 현 효고 스윙 스마일리스 코치, 일본명: 오하라 헤이슈(大原 秉秀)
- 강상중(姜尙中) 정치학자, 도쿄대 명예교수(재일한국인 2세)
- 강유미(姜裕美) 대한민국 여자축구 대표팀 선수, 일본명: 오무라 히로미(大村 裕美)
- 강진화(康珍化) 일본의 작사가
- 강창웅(姜暢雄) 배우, 재일한국인 3세, 일본명: 교 노부오
- 고승성(高勝成) 일본의 프로골프 선수, 혼혈인, 일본명:다카하시 가쓰나리(高橋勝成)
- 고영기(高英起) 데일리NK 일본 지부 편집장, 재일한국인 2세
- 고태문(高太文) 전 유도 선수, 일본예명:다이도잔 마타미치(大同山又道), 일본명:다카야마 구니히로(高山州弘)
- 공대유(孔大維) 일본 와타나베엔터테이먼트 소속 배우, 일본명이 따로 없이 본명 공대유(コン・テユ)로 활동중이다.
- 곽광웅(郭光雄) → 요시다 미쓰오(일본어: 吉田光雄) : 前 신일본 프로레슬링 소속 프로레슬러. 링네임인 조슈 리키(일본어: 長州力)가 유명
- 권리애 미스코리아 일본 선, 권리세의 언니
- 권리세(權梨世) 미스코리아 일본 진, 가수, 前 레이디스 코드, 권리애의 동생
- 권희로(權嬉老) 재일 한국인 2세, 별칭:김희로(金嬉老), '김희로 사건' 주도자
- 김경득(金敬得) 재일동포 최초의 일본변호사
- 김경주(金慶珠) 일본의 언어학자겸 아나운서, 도카이 대학 교양학부 국제학과 준교수, 전공은 사회언어학
- 김기태(金基泰) 전 일본프로야구 선수, 일본명:가네시로 모토야스(金城 基泰)
- 김대유(金大裕) 현 일본프로야구 선수, 일본명: 가네무라 다이유(金村 大裕)
- 김명해(金明海) 전 일본프로야구 선수, 현 한화 이글스 투수 코치, 일본명: 니시모토 다카시(西本 聖), 김명화의 동생
- 김명화(金明和) 전 일본프로야구 선수, 일본명: 니시모토 아키카즈(西本 明和), 김명해의 형
- 김봉웅(金峰雄) 극작가, 연출가, 재일한국인 2세, 일본명: 가네하라 미네오(金原 峰雄), 일본예명: 쓰카 고헤이
- 김성근(金星根) 전 한국 사회인야구 선수, 일본명 : 가네바야시 세이콘(金林 星根)
- 김석범(金石範) 작가
- 김성기(金聖基) 재일한국인 3세의 축구선수, 현 미토 홀리호크, 김영기의 동생
- 김성향(金聖響) 지휘자
- 김수진 연극 연출가
- 김수웅(金秀雄) 전 일본프로야구 선수, 야구 해설자, 일본명:가네무라 사토루
- 김시종(金時鐘) 코리아 국제학원(KIS) 설립준비위원장 겸 재일동포 문학인의 대부
- 김실(金實) 전 일본프로야구 선수, 현 기아 타이거스 수비 코치, 일본명: 다나카 미노루(田中 實)
- 김영기(金永基) 재일한국인 3세의 축구선수, 현 AC 나가노 팔세이로, 김성기의 형
- 김요구(金要求) 재일한국인 3세의 기업가, 산요 물산(三洋物産, 파칭코, 파치 슬롯 회사) 사장, 일본명 : 가나자와 요큐(金沢 要求)
- 김의명(金義明) 전 일본프로야구 선수, 일본명: 가네무라 요시아키(金村 義明)
- 김일기(金一紀) 소설가(재일한국인 2세), 일본명: 가네시로 가즈키(金城 一紀)
- 김인우(金仁友) 재일한국인 3세의 배우, 일본명 : 다무라 히로토(田村 仁人)
- 김정야(金正也) 축구선수, 현 감바 오사카
- 김정언(金政彦) 전 일본프로야구 선수, 일본명: 가네다 마사히코(金田 政彦)
- 김주연 배우, 가수, 라니아, 한국 예명: 리코
- 김지순(金智順) 일본 예명: 치승(ちすん 지슨[*]), 일본여배우
- 김철의(金哲義) 연극배우, 드래곤프로젝트팀 소속
- 김행호(金行皓) 전 프로레슬러, 일본명:가네무라 유키히로(金村行皓), 일본예명:가네무라 긴타로(金村キンタロー)
- 김홍재(金洪才) 지휘자, 조선적이었으나 2005년 대한민국으로 변경
- 김황세(金晃世) 전 일본프로야구 선수, 김용언의 아버지, 일본명: 긴조 미츠요(金城 晃世)

### ㄴ
- 노하우(盧𤌤于) 함양 출신의 스모선수, 일본명: 도요가와 쇼이치로(豊川正一郎), 시코나: 지이노야마 쇼이치로(智異ノ山 正一郎)

### ㄹ
- 량규사(梁圭史) 전 프로축구선수
- 량용기(梁勇基) 조선적의 J리그 축구선수(재일조선인 3세),현 베갈타 센다이
- 류영기(柳榮起) 예명 Verbal, 그룹 m-flo의 멤버
- 리한재(李漢宰) 조선적의 J리그 축구선수(재일조선인 3세),현 FC 기후

### ㅁ
- 문민경(文敏京, 일본명 : 노무라 하루쿄(野村敏京)) 한화골프단 소속 여자 프로 골퍼
- 문세광(文世光) 육영수 여사 저격범
- 문신(文信) 조각가
- 문장규(文章圭) 가라데 격투가, 일본명: 마쓰이 쇼케이(松井章圭)

### ㅂ
- 박강조(朴康造) 재일한국인 최초로 K리그 진출 및 축구 국가대표 발탁, 현 비셀 고베 소속
- 박결(朴潔) 전 일본 프로야구 선수, 일본명: 아라이 기요시(新井潔)
- 박경식 배우, 재일 한국인 3세, 일본명: 아라이 히로후미
- 박로미(朴璐美) 성우(재일한국인 3세)
- 박리혜(朴梨惠) 야구선수 박찬호의 아내, 일본명: 가쓰다 리에(勝田梨恵)
- 박봉수(朴峰秀) 전 일본 프로야구 선수, 일본명: 아라이 다카히데(新井峰秀)
- 박수남(朴壽南) 재일한국인 2세 다큐멘터리 여성 감독
- 박일(朴一) 재일한국인 3세, 오사카 시립 대학 대학원 경제학 연구과 교수(상학박사), 효고현 아마가사키시 출생
- 박창언(朴彰彦) 전 일본 프로야구 선수, 일본명: 기하라 아키히코(木原彰彦)
- 백가화(白佳和) 조선적 출신의 일본의 프로골퍼, 현재 한국 국적.
- 변진일(邊眞一) 일본 시사 저널리스트

### ㅅ
- 서영철(徐永徹) DJ겸 뮤지션, 일본명: 다카미야 에이테쓰(高宮 永徹)
- 성선임(成膳任) 예명은 '소닌', 일본의 배우 겸 가수-재일한국인 3세
- 성우리(成友理) 배우(재일한국인 4세), 일본명:나카무라 유리(中村ゆり)
- 송광훈(宋光訓) 전 야구선수, 요코하마 DeNA 베이스타스 치프 스코어러, 일본명: 다케다 미쓰쿠니(竹田 光訓)
- 송재박(宋才博) 전 야구선수, 두산 베어스 코치, 일본명: 요시모토 히로시(吉本 博)
- 시종태(施鐘泰) 예명은 'JONTE', 일본의 가수-재일한국인 3세
- 신격호(辛格浩) 롯데 그룹 회장, 일본명 : 시게미쓰 다케오(重光武雄)
- 신라라 가수, 예명 : 오렌지 라라
- 신재범(申在範) 재일한국인 최초의 J리그 축구선수
- 심종일(沈鐘一) 일본의 낙어가, 일본예명:쇼후쿠테이 긴페이(笑福亭銀瓶), 일본명: 마쓰모토 쇼이치(松本鐘一)

### ㅇ
- 안영학(安英學) 조선적 J리그 축구선수(재일조선인 3세), 현 요코하마 FC 소속
- 안좌리(安佐里) 일명 안샐리(Ann Sally), 의사겸 Jazz가수(재일한국인 3세)
- 양방언(梁邦彦) 피아니스트겸 작곡가(재일한국인 2세)
- 양석일(梁石日) 작가(재일한국인 2세)
- 양승호 래퍼(재일한국인 2세)
- 양영희(梁英姬) 디어 평양 다큐멘터리 감독 (재일한국인 2세)
- 양용철(楊龍哲) 모리오카 냉면의 창시자, 일본명: 아오키 데루토(靑木 輝人)
- 여건부(呂建夫) 前 일본프로레슬러, 실업가, 일본예명: 호시노 간타로(星野 勘太郎), 일본명: 호시노 다테오(星野 建夫)
- 역도산(力道山) 前 일본프로레슬러(재일동포 1세), 한국명: 김신락(金信洛), 일본명: 모모타 미쓰히로(百田 光浩)
- 유광석(柳光石) 일본AV 남자배우, 일본명: 하나오카 짓타(花岡 じった)
- 유동룡(庾東龍) 세계적 유명건축가, 일본명: 이타미 준(伊丹潤)
- 유미리(柳美理) 극작가겸 소설가(재일한국인 2세), 1997년 아쿠타카와 상 수상
- 유봉식(兪奉植) 한국계일본인의 일본 MK택시 회사 사장, 일본명: 아오키 사다오(靑木 定雄)
- 유수영(柳水永) 일본명: 구니미쓰 슈(邦光 洙), 예명: 슈, 전 S.E.S 멤버, 가수
- 유철명(柳哲明) 다큐멘터리 영화 감독, 일본명: 마츠에 데쓰아키(松江 哲明)
- 유태웅 혼혈인, 일본명 : 유키토모 야스오, 아역 배우, 스누퍼 멤버
- 윤유구(尹惟久) 드라마 및 영화배우, 일본명: 이하라 쓰요시(伊原 剛志)
- 윤춘식(尹春植) 전 일본프로야구 선수,코치,감독, 일본명: 이하라 하루키(伊原 春樹)
- 오덕수(吳德洙) 일본 영화 감독(재일한국인 2세)
- 오미보(吳美保) 일본 영화 감독(재일한국인 3세)
- 이건사(李建司) 전 스모선수, 일본명: 히라노 겐지(平野 建司(兼司))
- 이경애(李慶愛) 전 프로골퍼, SK트라스트 소속, 일본명: 다키나미 아이(滝浪 愛)
- 이경일(李景一) 전 요미우리 자이언츠 불펜포수
- 이경자(李敬子) 일명 게이코 리(Keiko Lee), Jazz가수(재일한국인 3세)
- 이국수(李國秀) 전 일본 프로축구선수(재일한국인 2세), 일본명: 리 구니히데
- 이대원(李大源) 스모선수
- 이리야 마이(入矢 麻衣) 효고현 출신의 재일한국인 4세 그라비아 아이돌, 한국명 비공개
- 이병빈(李屛賓) 영화촬영가
- 이봉우(李鳳宇) 일본 시네콰논 대표, 영화제작자
- 이붕언 일본 사진작가(재일한국인 3세)
- 이상일(李相日) 일본 영화 감독(재일한국인 3세)
- 이아유미(李亞由美) 그룹 SUGAR 멤버의 가수(재일한국인 3세)
- 이일의(李一義) 전 일본프로야구 선수,일본명: 요시모토 가즈키(吉本 一義)
- 이충남(李忠男) 전 일본프로야구 선수,코치,감독,일본명: 야마모토 다다오(山本 忠男)
- 이투사남(李鬪士男) TV PD겸 영화감독(재일한국인 3세), LEERIDERS 프로덕션 대표, 일본명: 리 도시오
- 이팔용(李八龍) 전 일본프로야구 선수 겸 감독,일본명: 후지모토 히데오(藤本 英雄)
- 이학인(李學仁) 일본의 영화 감독, 작가, 만화원작가(재일동포 2세)
- 이현리(李玄里) 예명: 현리, 일본의 여배우 (재일한국인 3세)
- 이회성(李恢成) 사할린 출생의 재일한국인 작가
- 이희건(李熙健) 신한은행 명예회장

### ㅈ
- 장명남(張明男) 재일 한국인 출신 배우, 일본예명: 류 다이스케(隆大介), 별도명: 류명남(柳明男)
- 장명부(張明夫) 삼미 슈퍼스타즈에서 30승을 기록한 투수, 일본명: 후쿠시 히로아키(福士敬章)
- 장용철(張傛喆) 일본국립무로란공대대학원 교수로 재직, 오염물질생물분해 전공, 한국과학기술부, 건설교통부 장관상 수상, 대한민국육군현역제대
- 정조문(鄭詔文) 고미술품 수집가이자 일본 교토에 있는 고려미술관 (교토)의 설립자
- 장은주(張恩珠) 예명: 사오리, 한국의 방송인, 재일한국인 3세, 일본명: 다케다 사오리(武田佐緖里)
- 장훈(張勳) 전 일본프로야구 선수, 야구해설가(재일한국인 2세), 일본명: 하리모토 이사오(張本勲)
- 전길남(全吉男) 재일 한국인 컴퓨터과학자, 한국 인터넷의 창시자로 잘 알려진 인물
- 전정일(田貞一) 한국의 배우, 일본예명: 하쿠류(白龍), 일본명: 다카야마 세이이치(高山貞一)
- 정동화(鄭東和) 뮤지션, 재일한국인 2세, 토와테이
- 정대세(鄭大世) 한국국적(북한 축구 국가대표로 활약)의 축구선수, 시미즈 에스펄스 소속
- 정창욱(鄭彰郁) 챠우기 오너셰프, 재일한국인 4세
- 조귀재(曺貴裁) 전 J리그 선수, 쇼난 벨마레 감독
- 조박(趙博) 재일동포 출신 뮤지션
- 조성하(曺成河) 배우, 예명 : 성하(成河)
- 조수혜(趙秀惠) 모델, 배우, 재일한국인 3세, 일본명: 이가와 하루카
- 정종철 사이타마현 일본약과대학 학장
- 조영래(趙榮來) 스모선수, 일본명: 야스모토 히데키(安本栄来)
- 조치훈(趙治勳) 일본 최초로 그랜드 슬램을 달성한 프로 바둑 기사
- 주강사(周剛史) 일본프로야구 도쿄 야쿠르트 스왈로즈의 선수, 일본명:우에다 쓰요시(上田剛史)
- 주동식(朱東植) 전 일본프로야구 선수, 야구해설가, 일본명: 우다 도쇼쿠(宇田東植)

### ㅊ
- 최선애(崔善愛) 피아니스트
- 최양일(崔洋一) 일본영화감독(재일한국인 2세)
- 최영의(崔永宜) 공수도 무예인, 예명: 최배달(崔倍達), 일본명: 오야마 마스타쓰(大山 倍達)
- 최일언(崔一彦) 전 야구선수, NC 다이노스 코치, 일본명: 야마모토 가즈히코(山本 一彦)

### ㅋ
- KANEKO J-POP 4인조 밴드 그룹

### ㅍ
- 표정덕 (表正徳) 전 프로레슬러, 일본명 : 도구치 마사노리(戸口 正徳), 예명 : 타이거 도구치(タイガー戸口)

### ㅎ
- 하루야마 다쓰나오 (春山竜尚) 전 스모선수, 한국명 불명
- 한경자(韓慶子) 배우, 일본명 : 마쓰자카 게이코(松坂 慶子)
- 칸 하나에(韓英惠) 배우, 한국명: 한영혜
- 한창우(韓昌祐) 기업인, 마루한의 창업자이며 한국 이름 그대로 일본 국적으로 변경.
- 호테이 도모야스(布袋寅泰) 일본의 작곡가, 아버지는 재일한국인, 어머니는 일본과 러시아의 혼혈인(국적:일본)이다.
- 홍창수(洪昌守) 전 프로복싱 세계 챔피언(재일조선인 3세), 일본명: 도쿠야마 마사모리(德山 昌守)
- 황민부(黄敏夫) 전 스모선수, 일본명: 가네모토 도시오(金本 敏夫)
- 황정리(黃正利) 액션 배우
- 황진환(黃進煥) 전 일본프로야구 선수, 한신 타이거스 소속의 외야수, 일본명: 히야마 신지로(檜山 進次郞)
- 황태호(黃泰浩) 전 일본프로야구 선수, 현 와세다세미나 전임강사, 일본명: 히야마 야스히로(檜山 泰浩)